# Keteleng (Tragah)
Keteleng is een bestuurslaag in het regentschap Bangkalan van de provincie Oost-Java, Indonesië. Keteleng telt 955 inwoners (volkstelling 2010).